# Gustavo Fuentes
Gustavo Andrés Fuentes (n. Buenos Aires, Argentina, 8 de abril de 1973) es un exfutbolista argentino que jugaba como delantero y militó en diversos clubes de Argentina, Chile, Uruguay, Honduras, El Salvador, Escocia, Israel y Malasia. Actualmente dirige al Santo Domingo Savio de la Liga de Ascenso de Honduras.

## Clubes
| Club                | País        | Año         |
| ------------------- | ----------- | ----------- |
| Platense            | Argentina   | 1991 - 1993 |
| Liverpool           | Uruguay     | 1993 - 1994 |
| Motagua             | Honduras    | 1994 - 1996 |
| Deportivo Laferrere | Argentina   | 1996 - 1997 |
| Dundee United       | Escocia     | 1997 - 1998 |
| Olimpia             | Honduras    | 1998 - 2001 |
| Beni Yehuda         | Israel      | 2001 - 2002 |
| Alianza             | El Salvador | 2002 - 2003 |
| Selangor            | Malasia     | 2004 - 2005 |
| Melaka TMFC         | Malasia     | 2005 - 2006 |
| Santiago Morning    | Chile       | 2006        |
| Johor               | Malasia     | 2007 - 2008 |
| San Miguel          | Argentina   | 2008        |